# Amiga Action
Amiga Action a fost o revistă lunară despre jocurile video Amiga. A fost publicată în Regatul Unit de Europress (mai târziu IDG Media). Au fost publicate un total de 89 de numere, din octombrie 1989 până în decembrie 1996. După închiderea sa, a fuzionat cu publicația soră Amiga Computing, înlocuind secțiunea acesteia de jocuri.  În acest format au apărut 10 numere până în luna septembrie 1997, când a fost anulată și apariția acestei reviste.